# Punto de equivalencia
El punto de equivalencia o punto estequiométrico de una reacción química se produce durante una valoración química cuando la cantidad de sustancia valorante agregada es estequiométricamente equivalente a la cantidad presente del analito o sustancia a analizar en la muestra, es decir reacciona exactamente con ella. En algunos casos, existen múltiples puntos de equivalencia que son múltiplos del primer punto de equivalencia, como sucede en la valoración de un ácido diprótico. Relacionado con el punto de equivalencia, existe lo que se denomina punto final de una valoración, que es el que se establece experimentalmente, mediante la observación de algún cambio físico o químico de la disolución en la que se realiza la valoración. Este punto puede coincidir o no con el punto de equivalencia. La diferencia entre ambos se llama error de valoración y debe ser lo más pequeña posible.

## Métodos
La determinación del punto de equivalencia solo es posible establecerlo de forma teórica, cuando se conocen las concentraciones del reactivo valorante y del analito que está siendo determinado. Puesto que el fin último de una valoración química es determinar la concentración o la cantidad de analito en la muestra problema, no es posible determinar el punto de equivalencia de forma experimental. Sin embargo, es posible establecer su posición de forma aproximada, utilizando diferentes medios que permiten reconocer (indicar) en qué momento se está a punto de alcanzar o se acaba de sobrepasar, el punto de equivalencia, en el que analito y valorante han completado la reacción. Este valor aproximado recibe el nombre de punto final de la valoración y durante la misma, siempre se intenta estar seguro de que cualquier diferencia entre el punto final y el de equivalencia sea lo más pequeña posible, a poder ser, despreciable.En la actualidad se conocen diferentes métodos para determinar el punto final de una valoración:

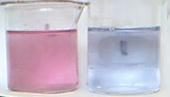
Disolución con unas gotas de Negro de eriocromo T, antes y después de alcanzar el punto final.

- Indicadores químicos: Son sustancias que cambian de color en respuesta a un cambio químico. Un indicador ácido-base o indicador de pH (por ejemplo, fenolftaleína) cambia de color dependiendo del pH del medio, y así señalan el punto final de una volumetría ácido-base. Los indicadores  añaden unas gotas de disolución del indicador a la sustancia a valorar. Cuando se produce el cambio de color, se ha llegado al punto final. Si se escoge adecuadamente el reactivo indicador, este proporcionará una buena aproximación del punto de equivalencia.[6][7]

- Autoindicadores: A veces una de las sustancias que intervienen en la valoración sufre un cambio de color que sirve para saber cuando ha concluido el proceso de titulación. Estas sustancias reciben el nombre de autoindicadores. En estas reacciones, por tanto, no hace falta agregar ningún indicador químico. Esto es frecuente en valoraciones redox, por ejemplo, cuando los diferentes estados de oxidación del producto y del reactivo poseen diferentes colores, como es el caso de las permanganimetrías, en las que se utiliza permanganato de potasio como valorante.[1]

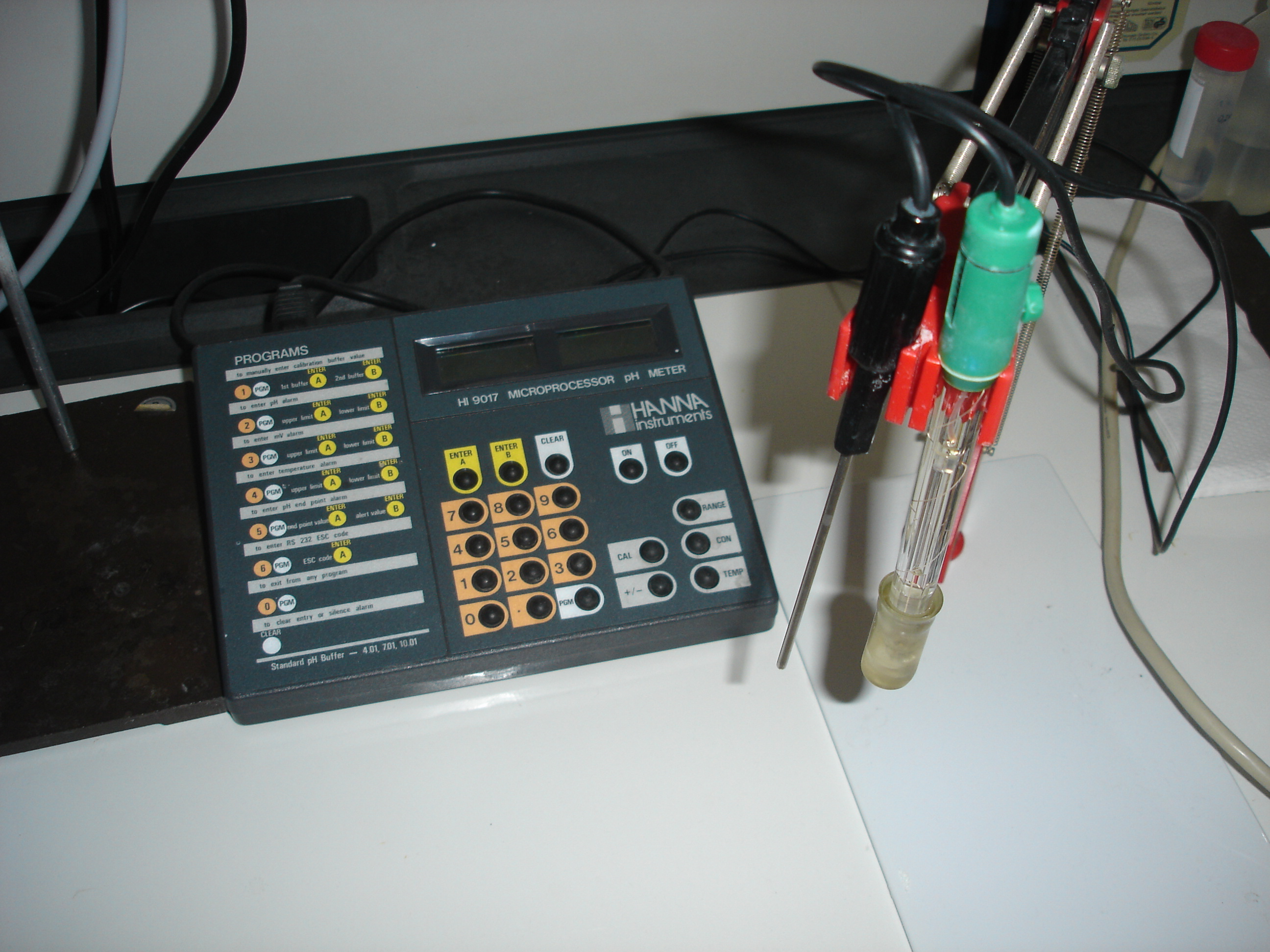
Modelo de pH-metro.

- Potenciómetría: Un potenciómetro de laboratorio (a veces conocido como milivoltímetro) también puede ser utilizado para detectar el punto final. Es un instrumento que mide el potencial eléctrico de un electrodo sumergido en la disolución. Se utilizan para valoraciones basadas en una reacción redox, pues el potencial del electrodo de trabajo va a cambiar muy rápidamente cuando se alcanza el punto de equivalencia.[8][9] Un caso particular, pero muy utilizado en las valoraciones ácido base, es el empleo del pH-metro. Este instrumento es un potenciómetro de laboratorio que utiliza un electrodo cuyo potencial depende de la cantidad de iones H3O+ en la disolución (electrodo selectivo de iones). Esto permite que sea posible medir el pH de la disolución durante toda la valoración o titulación. Al alcanzar el punto de equivalencia, se produce un cambio importante y repentino del pH medido. Puede ser más preciso que el método del indicador químico, y es muy fácil de automatizar.[2]

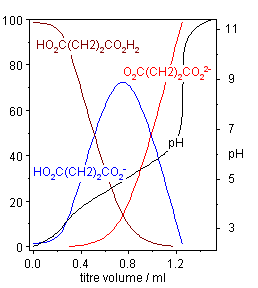
Curva de valoración de un ácido diprótico, ácido succínico, mostrando el valor de pH y la abundancia relativa de las diferentes especies químicas.

- Conductimetría: La conductividad de una disolución depende de los iones que están presentes en ella. Durante muchas valoraciones, la conductividad de la disolución donde se lleva a cabo la valoración cambia de manera significativa al alcanzar el punto de equivalencia. Por ejemplo, durante una valoración ácido-base, los iones H3O+ y los iones OH- reaccionan para formar agua neutra, H2O. Esto cambia la conductividad de la disolución. La conductancia total de la disolución depende también de los otros iones presentes en la disolución, como los contraiones. No todos los iones contribuyen de igual manera a la conductividad, ésta también depende de la movilidad específica de cada ion particular y de la actividad o concentración total de iones (fuerza iónica) y de la carga.  Puesto que la conductividad de una disolución depende del tipo de iones presentes en dicha disolución, así como de su concentración, la forma habitual de operar consiste en realizar un seguimiento de la conductividad a lo largo de la determinación volumétrica lo que permite, en muchos casos, determinar el momento en el que se alcanza o se sobrepasa el punto de equivalencia. Este seguimiento se hace trazando la curva de variación de la conductividad en función del volumen de reactivo valorante añadido. La gráfica resultante permite determinar el volumen del punto final de la titulación, ya que se produce un cambio fácilmente apreciable, en la tendencia de la curva. Las titulaciones realizadas en estas condiciones se denominan titulaciones o valoraciones conductimétricas.[10][11]

- Precipitación: Si un producto de una reacción en disolución es un sólido, entonces se forma un precipitado durante la valoración. Un ejemplo clásico es la reacción entre los iones Ag+ y Cl- para formar una sal muy poco soluble, el cloruro de plata, AgCl. Sorprendentemente, esto normalmente hace que sea difícil determinar el punto final con precisión. Como consecuencia, las valoraciones de precipitación a menudo tienen que hacerse como valoraciones inversas o retrovaloraciones. Se emplean técnicas electroanalíticas, o electrométricas, o métodos específicos como el método de Fajans, el método de Mohr o el método de Volhard.[12]

- Calorimetría isotérmica. Un calorímetro de valoración isotérmica utiliza el calor producido o consumido por la reacción para determinar el punto de equivalencia. Esto es importante en las valoraciones bioquímicas, tales como la determinación de la manera en la que los sustratos se unen a las enzimas. Se emplea sobre todo para la determinación de parémetros termoquímicos como la entalpía de reacción.[13]

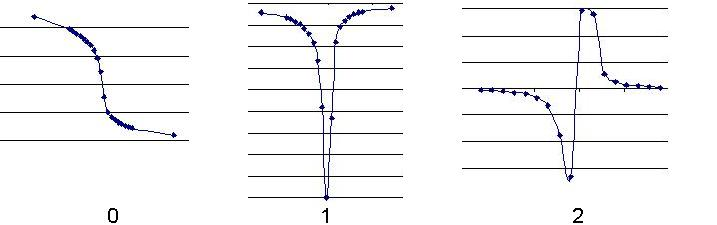
Señal que muestra un descenso de temperatura, primera derivada y segunda derivada.

- Volumetría termométrica. La volumetría termométrica es una técnica extremadamente versátil. Se diferencia de la volumetría calorimétrica por el hecho de que el calor de la reacción (como se indica por el aumento o caída de temperatura) no se utiliza para determinar la cantidad de analito en la disolución de la muestra. En vez de eso, el punto de equivalencia se determina por la tasa de cambio de temperatura. Debido a que la volumetría termométrica es una técnica relativa, no es necesario llevar a cabo la valoración en condiciones isotérmicas, y las valoraciones pueden realizarse en recipientes de plástico o incluso en vasos de vidrio, aunque generalmente estarán cerrados para evitar corrientes de aire que puedan causar "ruido" y alterar el punto final. Debido a que las valoraciones termométricas pueden llevarse a cabo en condiciones ambientales, se adaptan especialmente bien a los procesos rutinarios y de control de calidad en la industria. Dependiendo de si la reacción entre la sustancia valorante y el analito es exotérmica o endotérmica, la temperatura o aumenta o disminuye durante la valoración. Cuando todo el analito se ha consumido reaccionando con la sustancia valorante, un cambio en la tasa de aumento o disminución de la temperatura revela el punto de equivalencia y se observa una inflexión en la curva de temperatura. El punto de equivalencia pueden ser localizado con precisión mediante el empleo de la derivada segunda de la curva de temperatura. El software utilizado en los modernos sistemas automatizados de titulación termométrica emplean sofisticados algoritmos de suavizado digital de manera que el "ruido" resultante de las sondas de temperatura de alta sensibilidad no interfiere con la generación de un pico suave y simétrico en la segunda derivada que define el punto final. La técnica es capaz de alcanzar una precisión muy alta, y son comunes los coeficientes de variación inferiores a 0,1. Las modernas sondas de temperatura para valoración termométrica contienen un termistor que forma un brazo de un puente de Wheatstone. Junto a la electrónica de alta resolución, los mejores sistemas de titulación termométrica pueden llegar a resoluciones de temperatura de hasta 10-5 K. Se han obtenido puntos de equivalencia muy precisos en titulaciones con un cambio de temperatura de tan sólo 0,001 K. La técnica puede aplicarse a prácticamente cualquier reacción química en fase líquida cuando haya un cambio de entalpía, si bien la cinética de reacción puede desempeñar un papel en la determinación de la agudeza de la variable. Las volumetrías termométricas han sido aplicadas con éxito en valoraciones ácido-base, redox, de precipitación, y de formación de complejos con EDTA. Ejemplos de valoraciones de precipitación son la determinación de sulfato por valoración con iones bario, la valoración de fosfato con iones magnesio en solución amoniacal, la titulación de cloruros con nitrato de plata, la de níquel por valoración con dimetilglioxima y el análisis de fluoruros con iones aluminio (en forma de K2NaAlF6). Debido a que la sonda de temperatura no necesita estar conectada eléctricamente con la disolución (como en las valoraciones potenciométricas), las valoraciones en disoluciones no-acuosas pueden llevarse a cabo tan fácilmente como en disolución acuosa. Las soluciones que están muy coloreadas o turbias pueden ser analizadas por termometría de la muestra sin ningún tratamiento adicional. La sonda está esencialmente libre de mantenimiento. El uso de las modernas buretas de alta precisión, conducidas por motores paso a paso, automatiza las valoraciones termométricas hasta completarlas habitualmente en unos pocos minutos, haciendo de esta técnica una elección ideal cuando se requiere alta productividad en el laboratorio.[14]

- Espectroscopia. La espectroscopia se puede utilizar para medir la absorción de luz por la disolución durante la valoración y sus variaciones, si se conoce el espectro de absorción del reactivo, sustancia valorante o producto. Las cantidades relativas de reactivos y de productos se pueden utilizar para determinar el punto final. Alternativamente, la presencia de sustancia valorante libre o sobrante (que indica que la reacción se ha completado) se puede detectar en niveles muy bajos.[15]

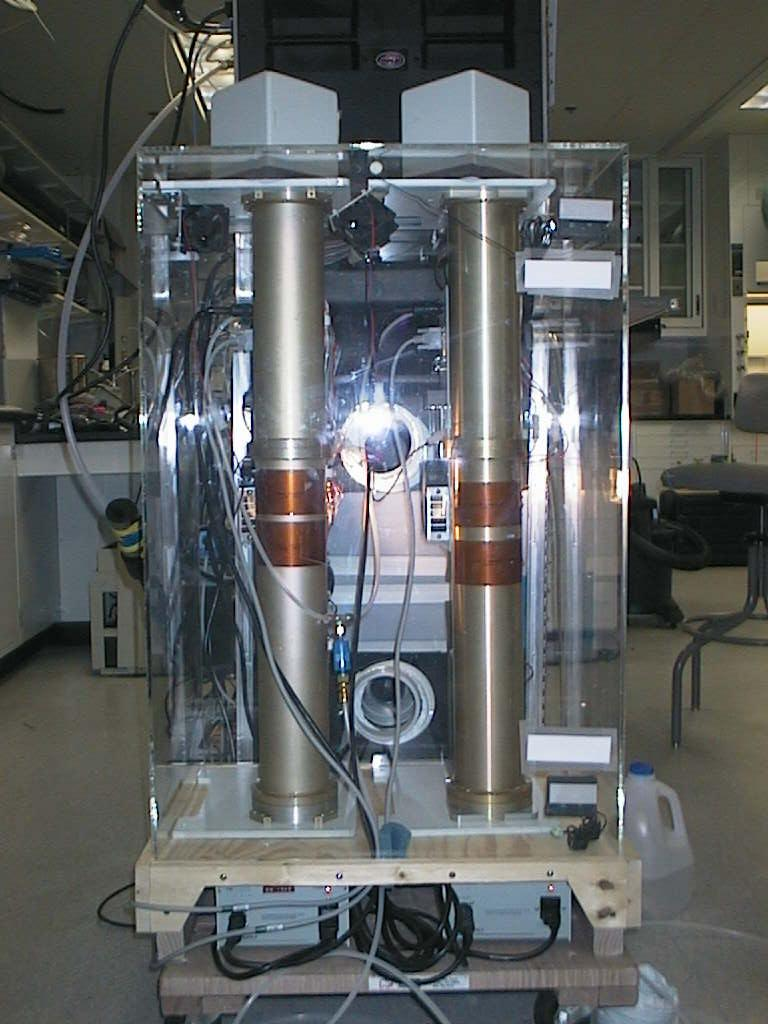
Nefelómetro.

- Amperometría.La amperometría se puede ser utilizar como una técnica de detección (valoración amperométrica). La corriente eléctrica producida por la oxidación o la reducción de cualquiera de los reactivos o productos en un electrodo de trabajo dependerá de la concentración de esta especie en la disolución. El punto de equivalencia puede ser detectado como un cambio en dicha corriente. Este método es muy útil cuando el exceso de sustancia valorante se puede reducir, como en la valoración de halogenuros con el ion Ag+. Esto también resulta útil porque no tiene en cuenta la presencia de precipitados.[16]

- Medidas de dispersión de la luz (nefelometría y turbidimetría): Midiendo la transparencia o turbidez de una disolución o suspensión durante una valoración se puede conocer el punto final de la misma. La cantidad de luz transmitida se cuantifica con un espectrofotómetro o se estima mediante comparación visual con disoluciones de turbidez conocida. En la nefelometría se mide la luz dispersada en dirección perpendicular al rayo incidente, y en la turbidimetría se mide la luz transmitida en la dirección del rayo. La formación de precipitados o la disolución de partículas en suspensión modifican las propiedades ópticas de las disoluciones. Se usa este método para la determinación de inmunoglobulinas o transferrina.[1]